# Лісозахисний провулок (Київ)
Лісозахисни́й прову́лок — провулок у Подільському районі м. Києва, місцевість Селище Шевченка. Пролягає від Лісозахисної та Луцької вулиць до кінця забудови.

## Історія
Лісозахисний провулок виник у 50-х роках XX століття під назвою 721-а Нова. Сучасна назва — з 1953 року.